# Tovarna avtomobilov maribor

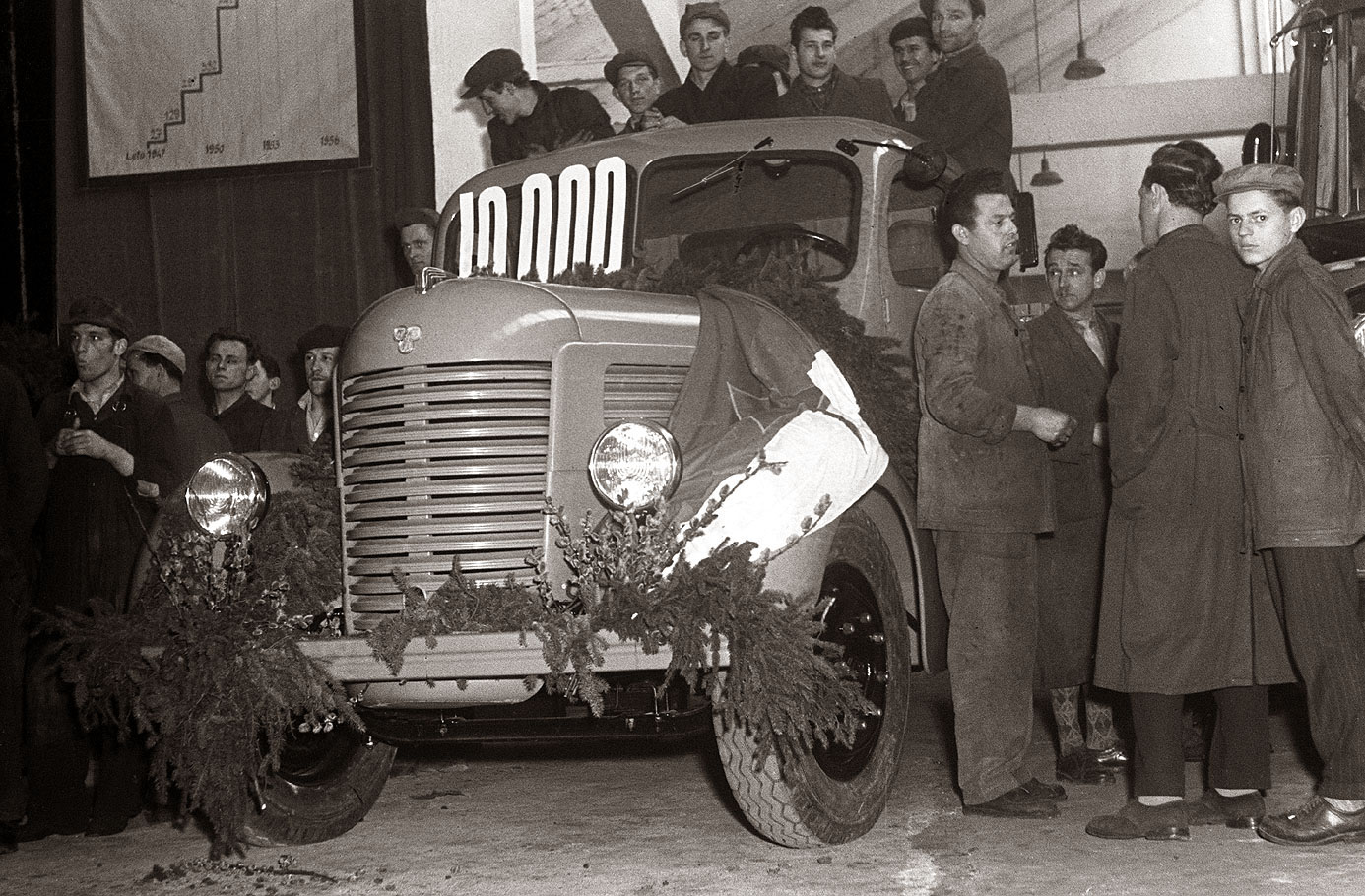
TAM Pionir - 10000 ème exemplaire produit en 1957 (licence Praga)

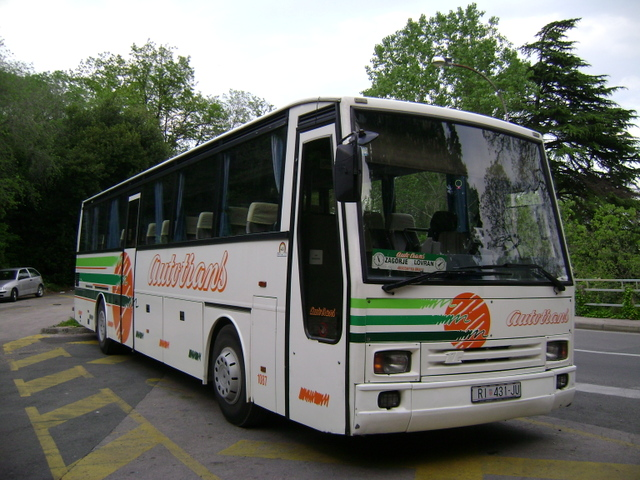
Autocar TAM 260 A 119

TAM, acronyme de Tovarna Avtomobilov Maribor - Usine Automobile de Maribor était un constructeur de véhicules industriels (camions et autobus) yougoslave dont l'usine était située dans la ville de Maribor, aujourd'hui en Slovénie.

## Histoire de la marque
La société TAM a été fondée en 1941 durant la Seconde Guerre mondiale, pendant l'occupation allemande qui recherchait un lieu sûr et approprié pour produire des pièces pour leur aviation. La construction de l'usine a commencé le 25 juillet 1941 et, un an plus tard, elle employait 7 105 personnes, dont de nombreux prisonniers de guerre de divers pays. 4 278 salariés étaient directement affectés à la production, les autres aux travaux de construction. En 1944, les bombardements alliés causèrent de très graves dégâts à l'usine. Dès la fin de la guerre, le gouvernement de la République populaire fédérative de Yougoslavie décide de transformer l'usine pour y produire des véhicules automobiles et le 31 décembre 1946 change son nom en "Tovarna Avtomobilov Maribor Tezno" (Usine Automobile de Maribor Tezno).
Le premier modèle produit a été le "TAM Pionir", un petit camion de 3,0 tonnes, construit sous licence du constructeur tchécoslovaque Praga. Ce modèle, d'une grande fiabilité, a été fabriqué durant 15 ans jusqu'en 1962, en 1 700 exemplaires. TAM est devenu très rapidement le plus important constructeur de camions de Yougoslavie. 
En 1958, TAM lance la production des TAM 4500 / 5000 sous licence du constructeur allemand Magirus-Deutz, le Magirus-Deutz S.4500 Mercur de 4,5 tonnes avec son moteur refroidi par air, versions 4x2 et 4x4, essentiellement destiné à l'armée et qui deviendra très populaire. L'accord prévoit un apport de 30 % de pièces produites localement. 
En 1961, "Tovarna Avtomobilov Maribor Tezno" est rebaptisée "Tovarna Avtomobilov In Motorjev Maribor" (Usine d'Automobiles et de Moteurs de Maribor), cependant l'acronyme et le logo TAM sont conservés. TAM débute la fabrication d'un petit camion de son premier modèle conçu en interne, le TAM 2000, équipé d'un moteur Perkins de 57 ch fabriqué sous licence, camion légendaire de 2 tonnes de charge utile, surnommé Tamič, que l'on retrouvait dans quasiment toutes les entreprises. TAM s'est aussi penché sur la production de camions militaires à la demande de l'Armée Populaire de Yougoslavie (JLA). En 1976, TAM adopte un nouveau système de dénomination de ses véhicules. Le TAM 2000 est renommé TAM 60, le chiffre correspondant à la puissance du moteur. En 1979, après l'installation d'un moteur plus puissant (75 ch), il est rebaptisé TAM 75 qui a été fabriqué jusqu'à la fin des années 1980.
Outre les camions, TAM a aussi produit une large gamme d'autobus et autocars. En 1989, 450 autocars de 48 places TAM 260 A119 carrossés par Avtomontaza ont été achetés par le Comité d'État de l'URSS pour le tourisme à l'étranger.
En 1975, TAM présente ses propres camions militaires :
- TAM 110, un camion de 1,5 tonne à deux essieux et quatre roues motrices, avec une cabine avancée et un moteur diesel de 110 ch,
- TAM 150, un camion à trois essieux (6x6) avec une charge utile de 3 tonnes, équipé d'un moteur diesel de 150 ch.

Les camions pouvaient être équipés d'un système de gonflage centralisé et d'un treuil. Les essieux, moteurs et les transmissions étaient identiques sur les deux modèles, des composants Magirus-Deutz produits sous licence.
La cabine était de conception simple, avec une utilisation maximale de panneaux de carrosserie plats, permettant un blindage plus efficace. Les TAM 110 et TAM 150 ont été largement utilisés pendant les guerres dans les Balkans et ont également été exportés au Moyen-Orient. En 1986, TAM fête le 200 000 ème véhicule produit.
L'usine TAM de Maribor a fonctionné avec succès jusqu'en 1991, mais après l'éclatement de la Yougoslavie, la société a connu des difficultés financières. TAM a été privatisée et transformée en société par actions et divisée en 13 sociétés différentes. La division véhicules a été séparée dans une société distincte, MPP Vozilla. En crise profonde, sa production se limitait à quelques dizaines d'unités par an et le 3 juin 1996, la société est déclarée en faillite.
Durant sa période la plus prospère, TAM a employé 8 175 salariés, mais en raison de la crise financière de la fin des années 1980 et le déclenchement des guerres internes en Yougoslavie en 1991, la société s'est retrouvée en très grave crise, qui l'a conduite à la faillite et à sa dissolution en 1996. Les 1 500 salariés encore présents ont tous été licenciés.

## Logo
Le logo TAM ressemble à un trèfle à trois feuilles, posé sur sa pointe, avec une lettre de l'acronyme sur chaque feuille et une petite étoile à cinq branches au centre de celles-ci. Après sa reprise par le groupe chinois CHTC, les nouveaux véhicules arborent un nouveau logo TAM Europe. 

## Production
Au total, 192 136 véhicules ont été fabriqués entre 1947 et 1985 inclus.

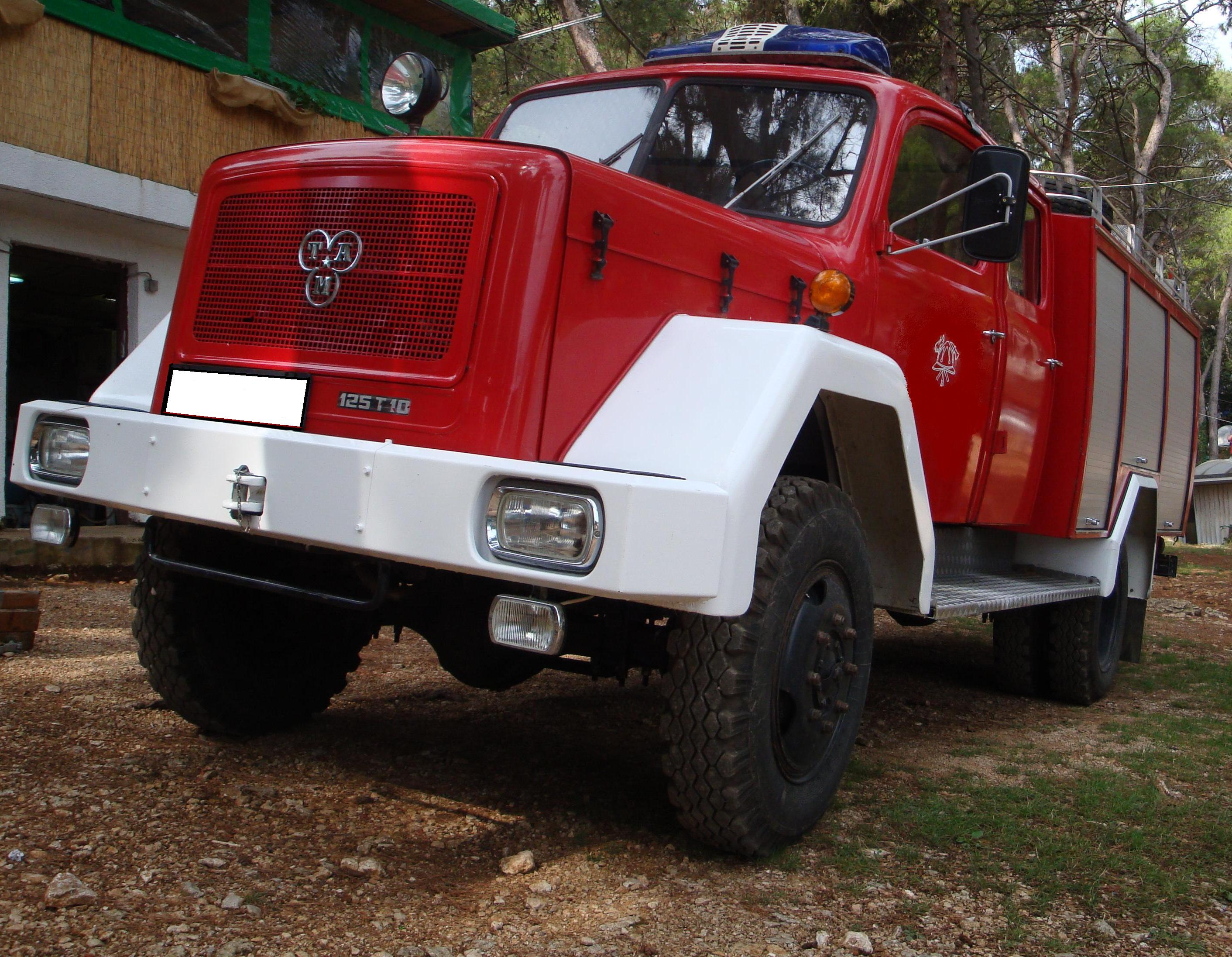
TAM 125 T 10 (licence Magirus-Deutz)

| Année | Nombre | Année | Nombre | Année       | Nombre |
| ----- | ------ | ----- | ------ | ----------- | ------ |
| 1947  | 27     | 1960  | 2 777  | 1971 à 1975 | 38 423 |
| 1948  | 113    | 1961  | 2 838  |             |        |
| 1949  | 288    | 1962  | 3 013  |             |        |
| 1950  | 446    | 1963  | 3 508  | 1976 à 1980 | 44 683 |
| 1951  | 787    | 1964  | 3 872  |             |        |
| 1952  | 716    | 1965  | 3 943  |             |        |
| 1953  | 1 389  | 1966  | 4 085  |             |        |
| 1954  | 1 659  | 1967  | 4 764  |             |        |
| 1955  | 1 966  | 1968  | 5 513  | 1981 à 1985 | 45 071 |
| 1956  | 2 310  | 1969  | 5 621  |             |        |
| 1957  | 2 749  | 1970  | 6 442  |             |        |
| 1958  | 2 526  | 1971  | NC     | 2012        | 0      |
| 1959  | 2 605  | 1972  | 7 625  | 2013        | 45     |

## Dénominations des véhicules TAM

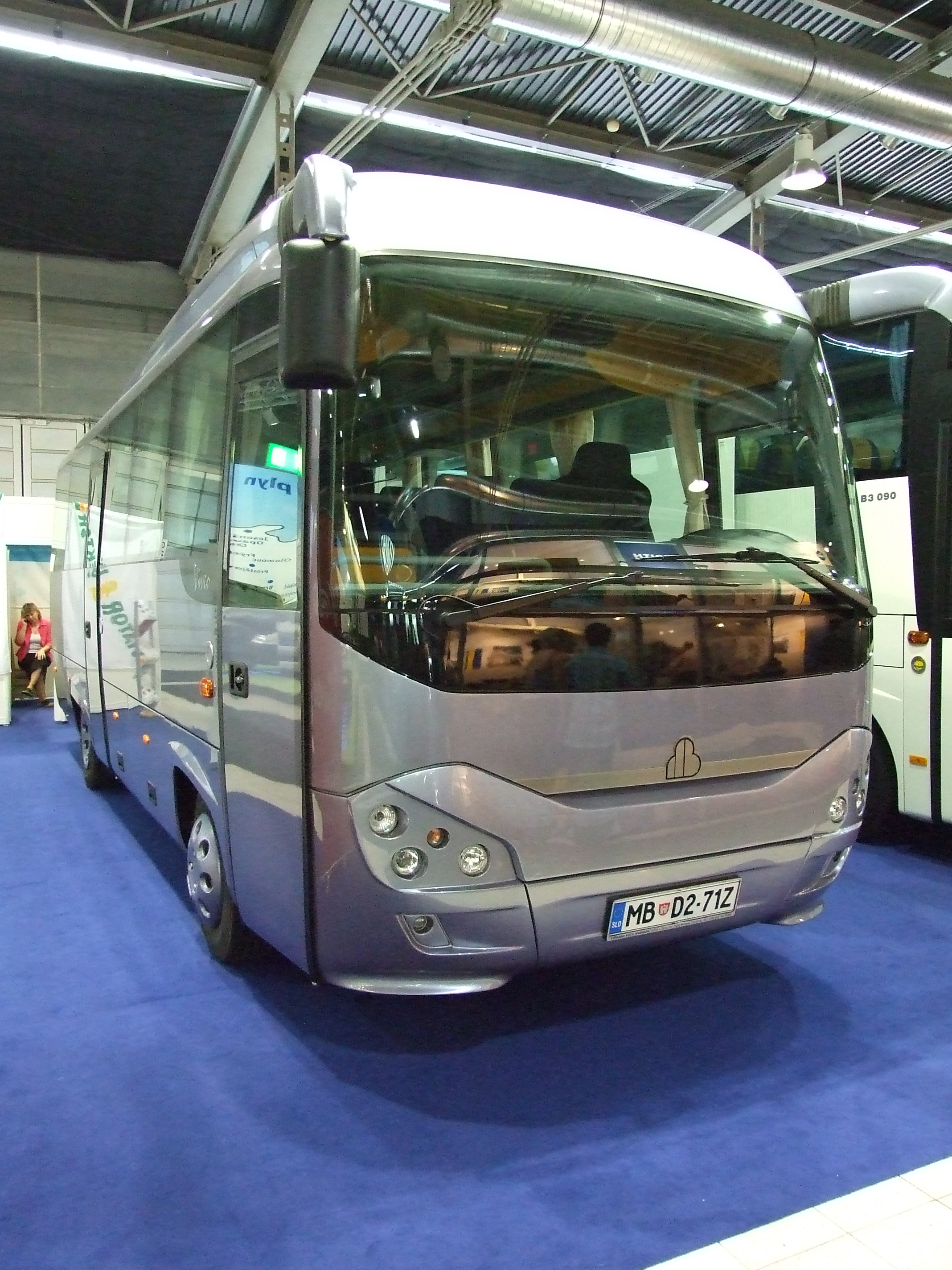
Autobus Marbus exposé à Autotec Brno en 2008

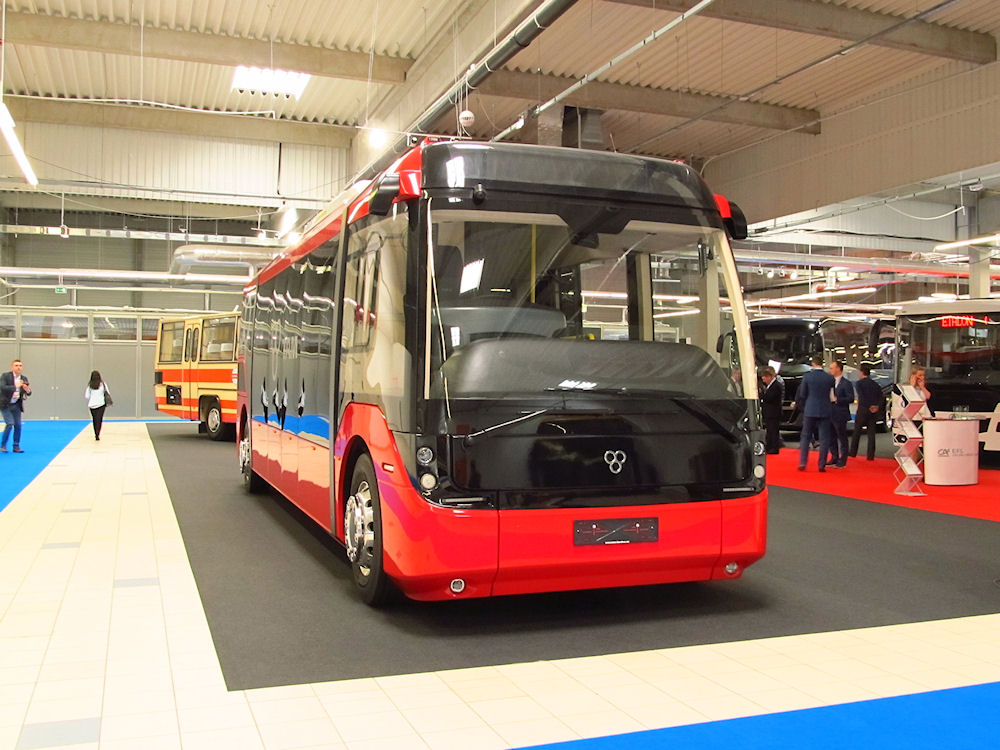
Autobus électrique TAM Vero concept exposé à Varsovie en 2018

Les camions TAM ont été désignés de la manière suivante : nombre-lettre-nombre, par exemple : modèle 190 T 11.
- Le premier nombre représente la puissance du moteur en chevaux.
- La lettre T est l'initiale du mot "Tovornjak" (camion en slovène).
- Le second nombre désigne la charge maximale en tonnes.

Les bus ont été désignés de la manière suivante : nombre-lettre-nombre-lettre, par exemple : 260 A 116 M.
- Le premier nombre représente la puissance du moteur en chevaux.
- La lettre A est l'initiale du mot "Avtobus" (bus en slovène).
- Le second nombre représente la longueur du bus en décimètre (le 260 A 116 M a donc une longueur de 11,6 mètres).
- La seconde lettre peut être M, P ou T et signifie respectivement "Mestni" (bus urbain), "Primestni" (bus interurbain), ou "Turistični" (autocar de tourisme).

## TVM Marbus (2001 - 2011)
En 2001, le gouvernement slovène reprend en mains l'entreprise et la restructure entièrement. Il la renomme TVM - Tovarno Vozil Maribor Usine de Véhicules de Maribor. TVM commence la production d'autobus en utilisant les châssis de petits camions IVECO type EuroCargo puis, des composants provenant du constructeur allemand MAN AG. Les autobus/autocars sont commercialisés sous la marque Marbus. En 2004, le groupe Viator & Vektor devient l'actionnaire majoritaire de TVM. Après de lourdes pertes financières au cours des années 2008, 2009 et 2010, en mars 2011, une demande de mise en faillite de l'entreprise est déposée au Tribunal du district de Maribor. 

## TAM Europe (2013 - en cours)
En avril 2013, l'entreprise TVM en faillite est rachetée par le groupe chinois China Hi-Tech Group Corporation ou simplement CHTC qui a convaincu le tribunal de commerce de Maribor avec son projet TAM-Durabus. La société est renommée TAM Europe. La nouvelle entreprise, toujours basée à Maribor, s'est fait connaître avec la production d'autobus aéroportuaires, de tourisme et scolaires. Récemment, l'entreprise s'est lancée dans la production d'autobus électriques. En 2020, TAM Europe a conclu une collaboration avec l'entreprise publique de transport urbain de Maribor, Marpro. 
En août 2020, le premier autobus urbain VERO, 100 % électrique, entièrement développé en interne, est mis en service. Ce modèle a été récompensé par le « Best Première Award » au Warshaw Bus Expo 2018.

## Les modèles fabriqués
- Véhicules militaires :

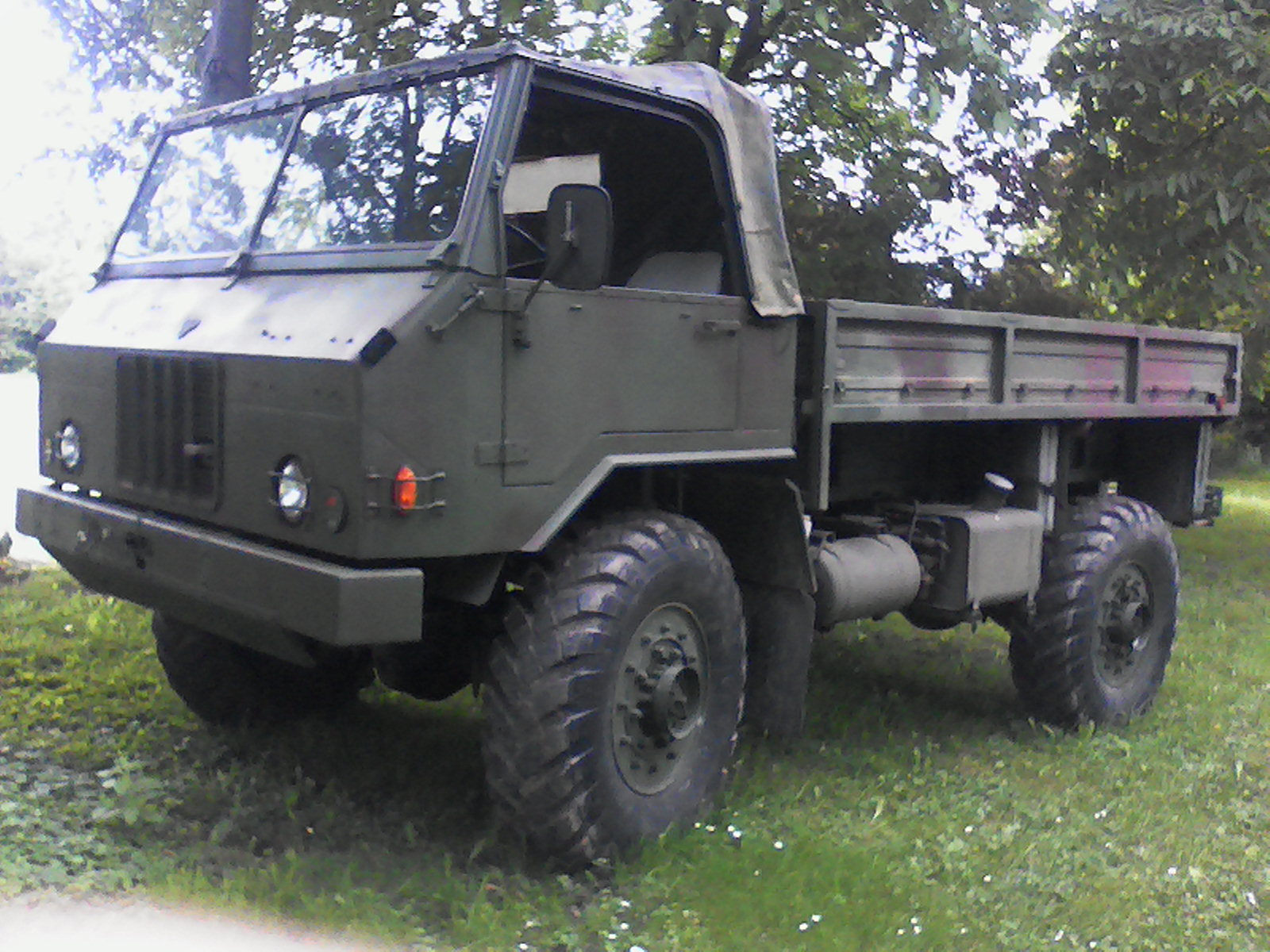
TAM 110 (1976-91)
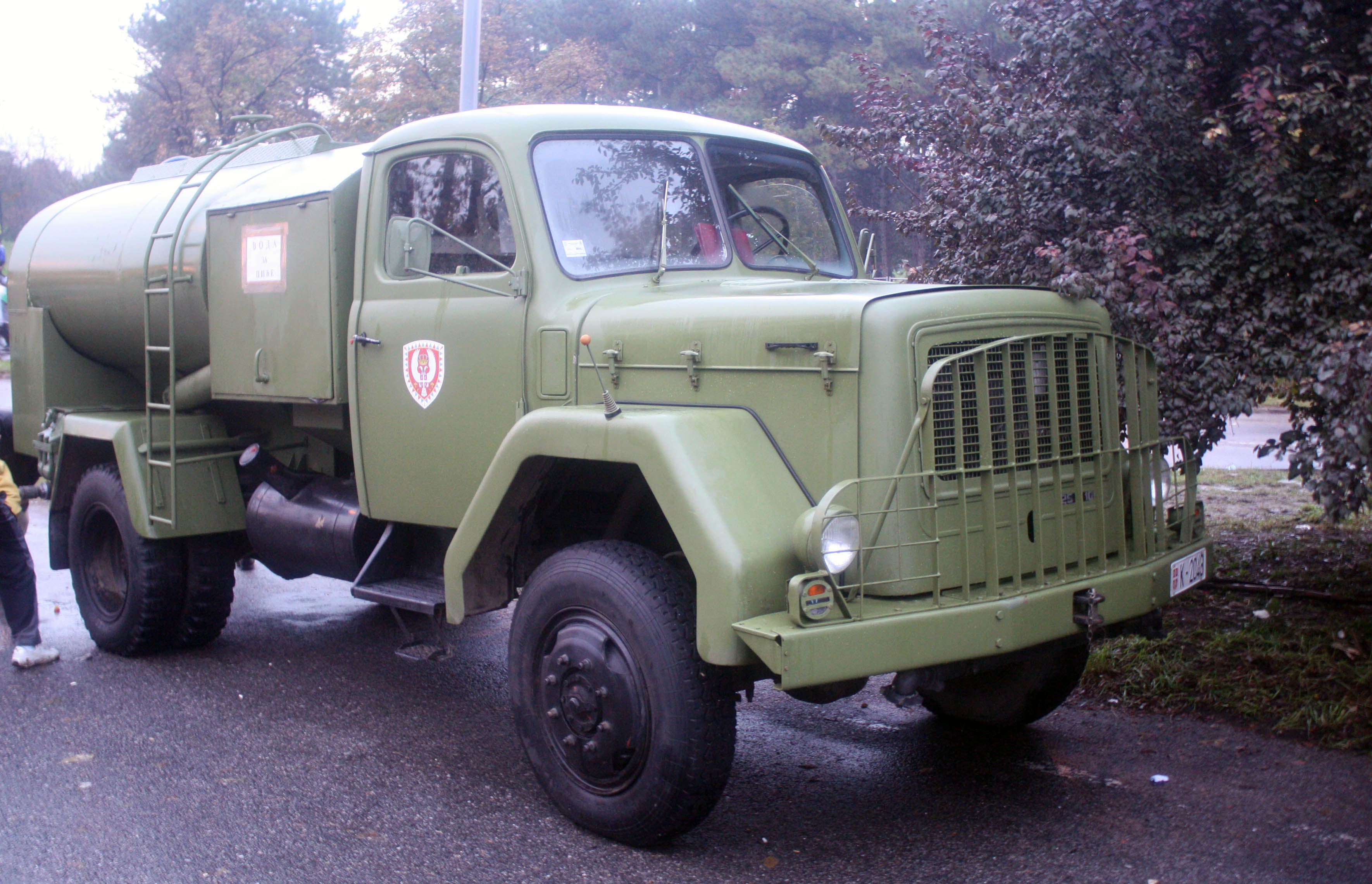
TAM 125 T 10 ACV
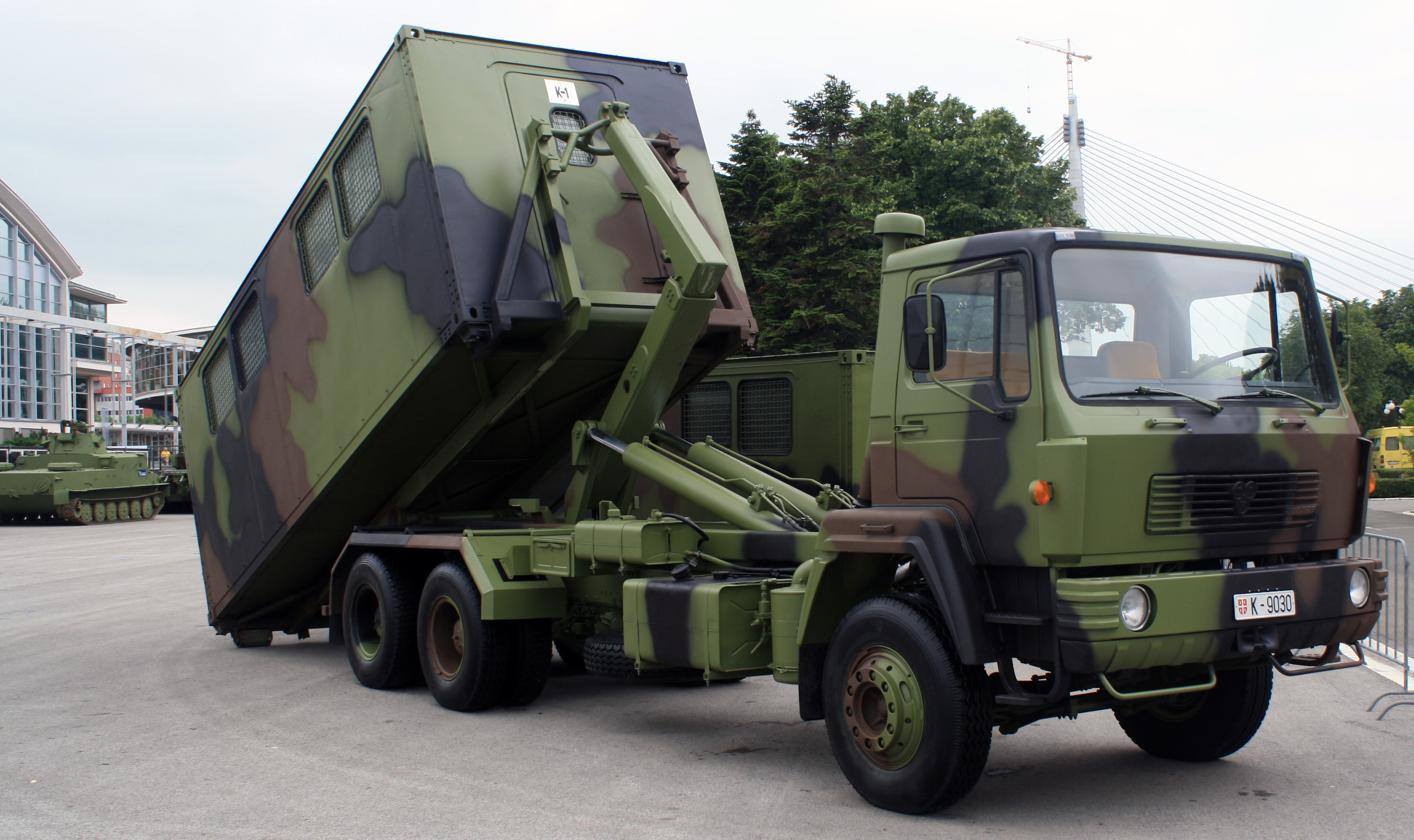
TAM 130 T 11
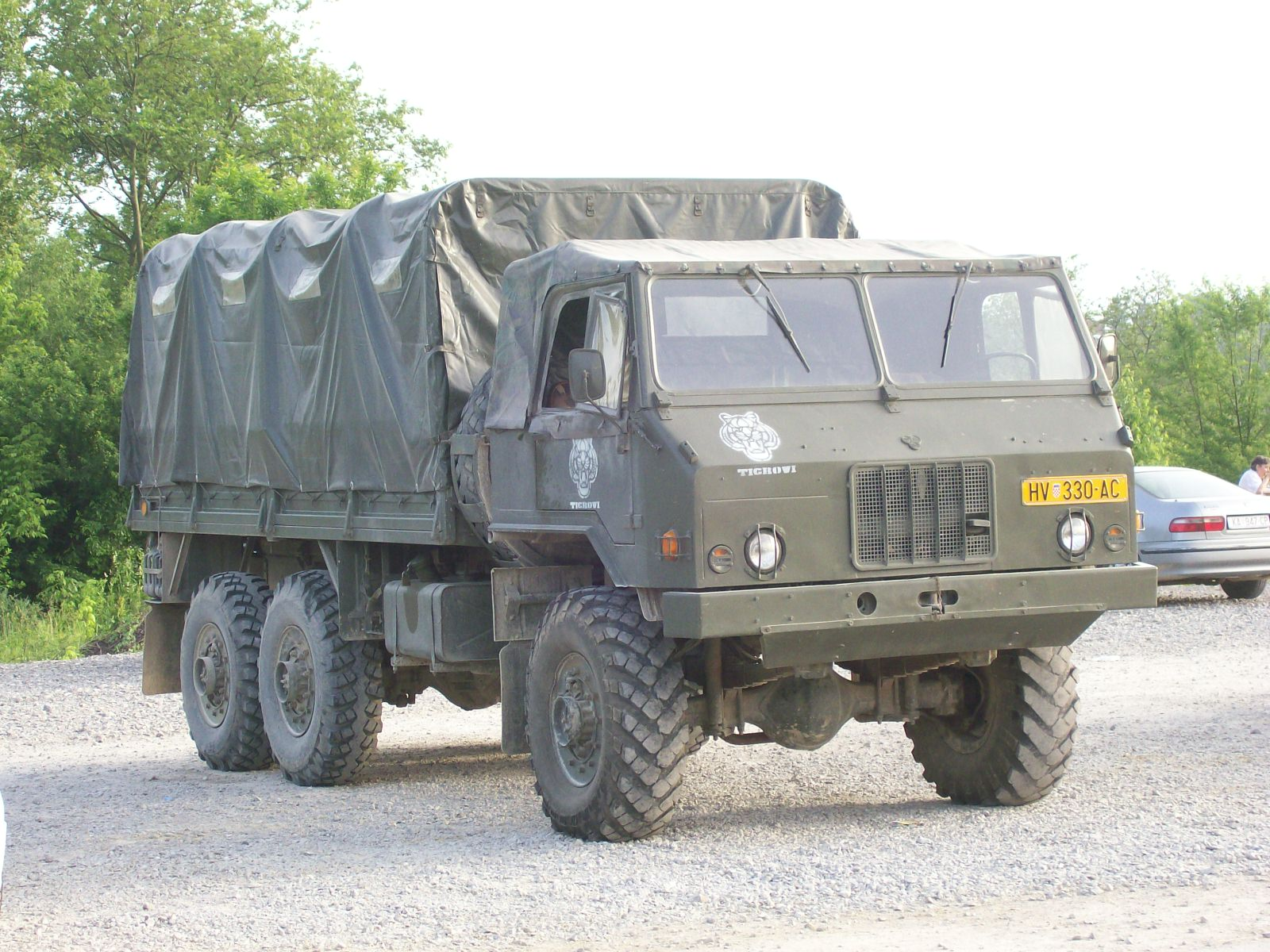
TAM 150 T 11 (1979-91)

- véhicules civils

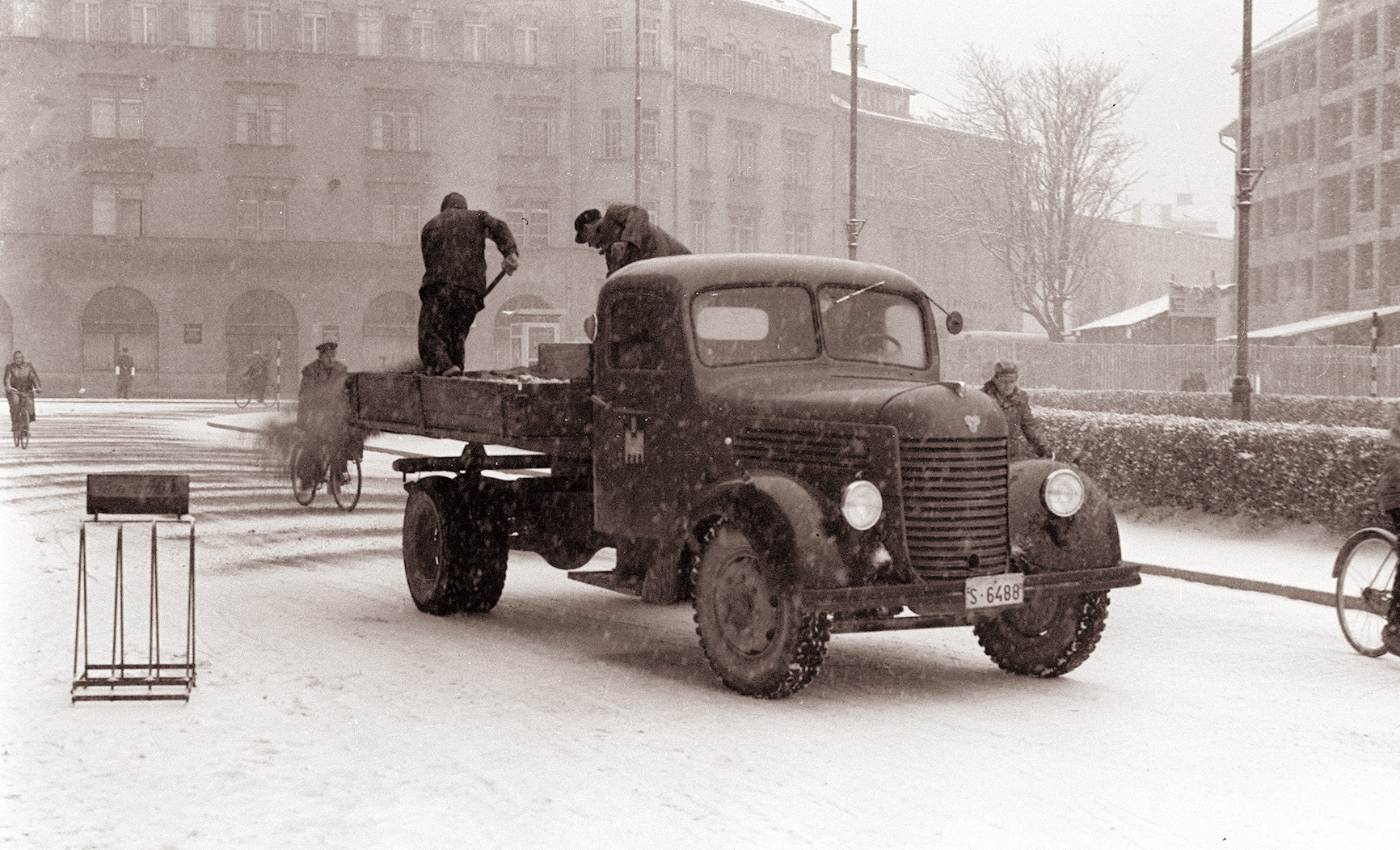
TAM Pionir (1947-62)
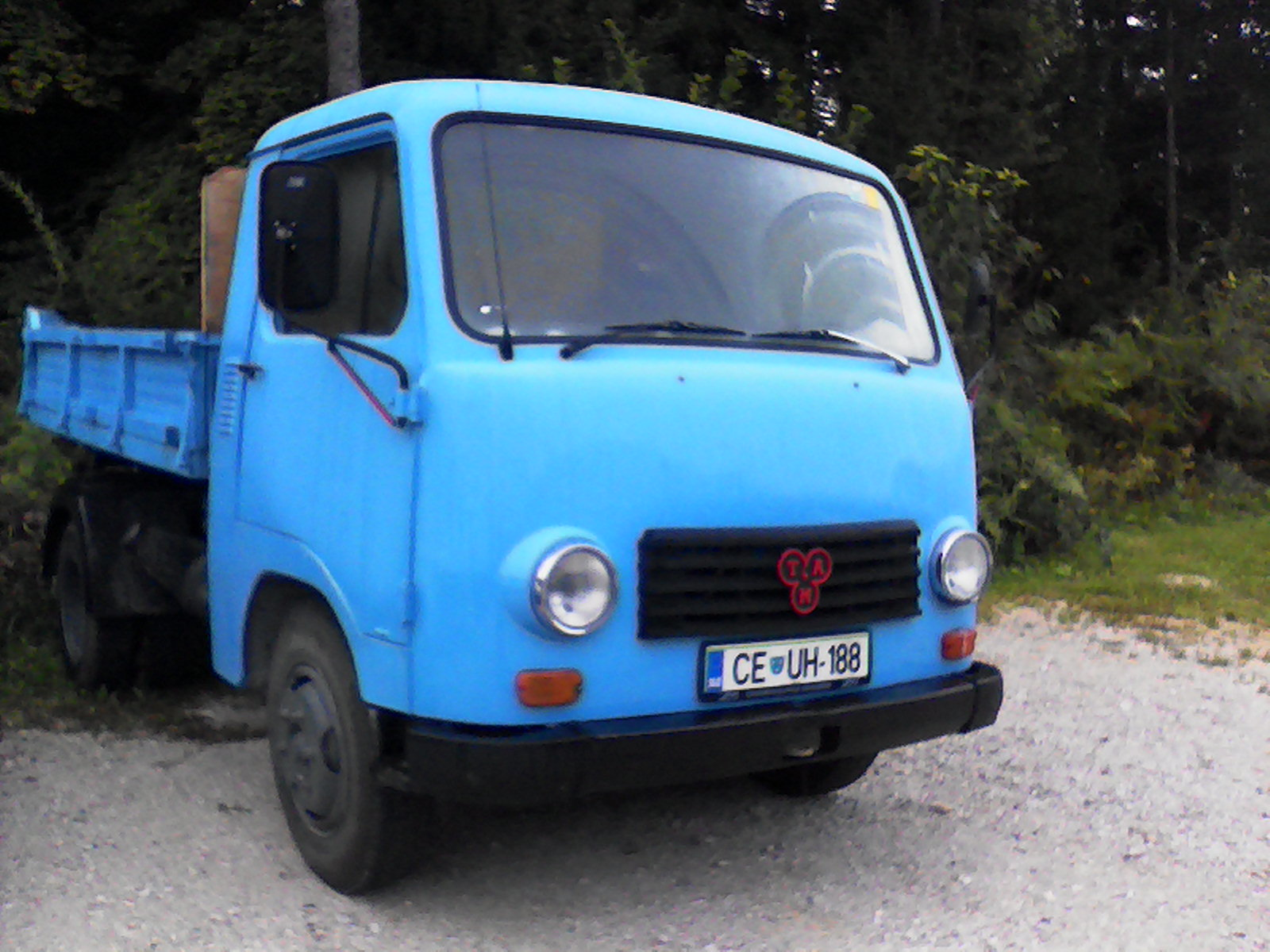
TAM 80 T 5
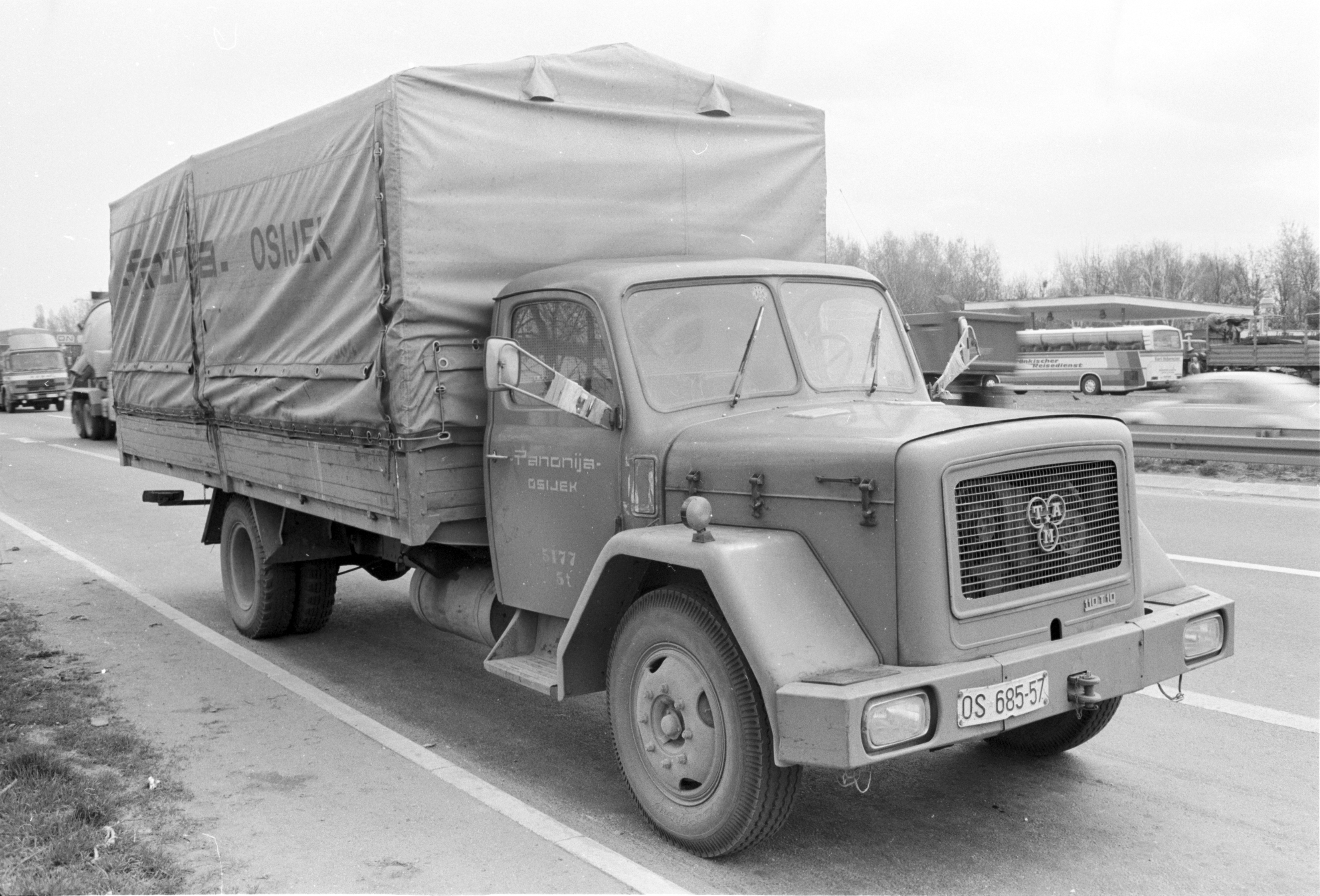
TAM 110 T 10
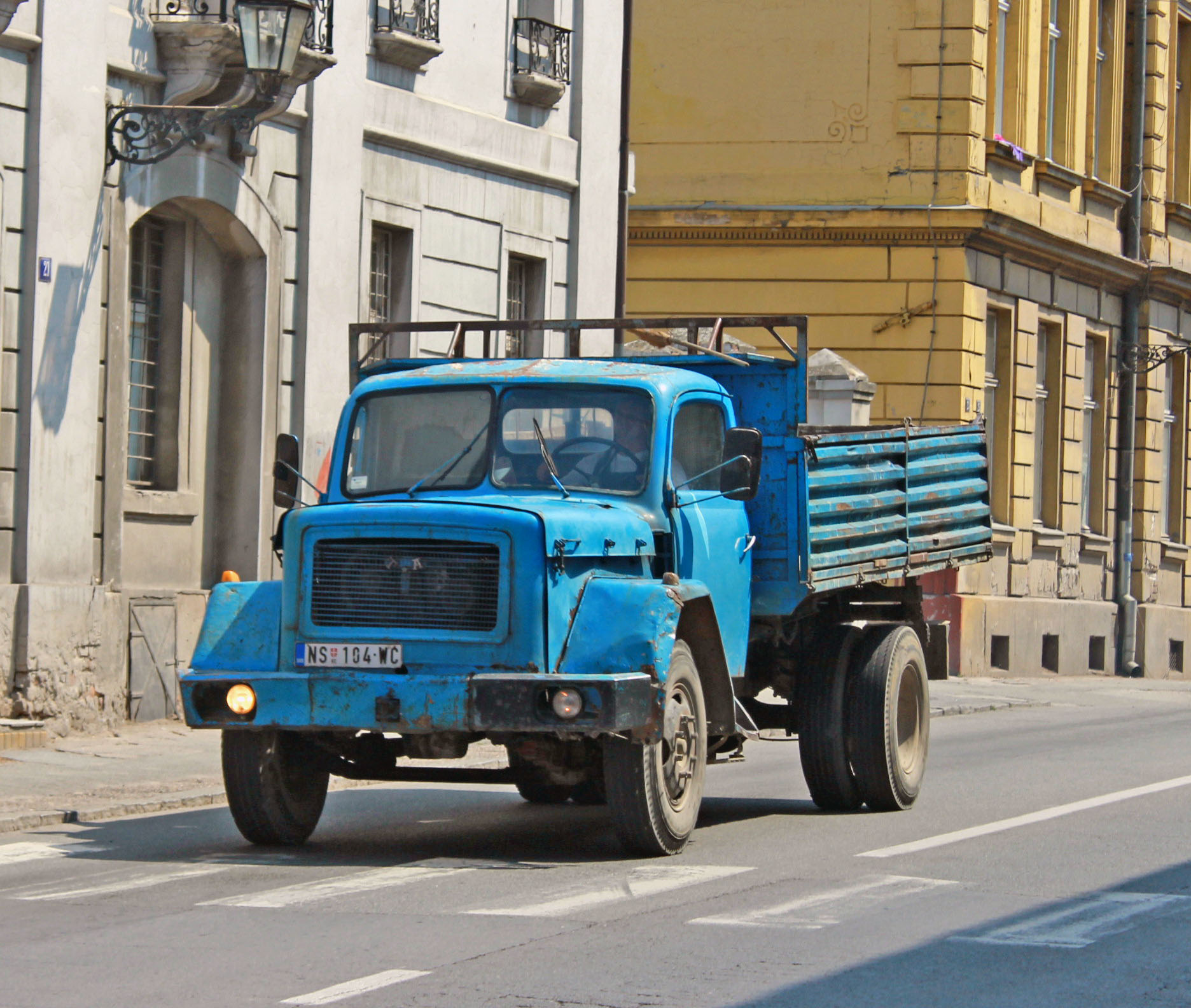
TAM 125 T 10
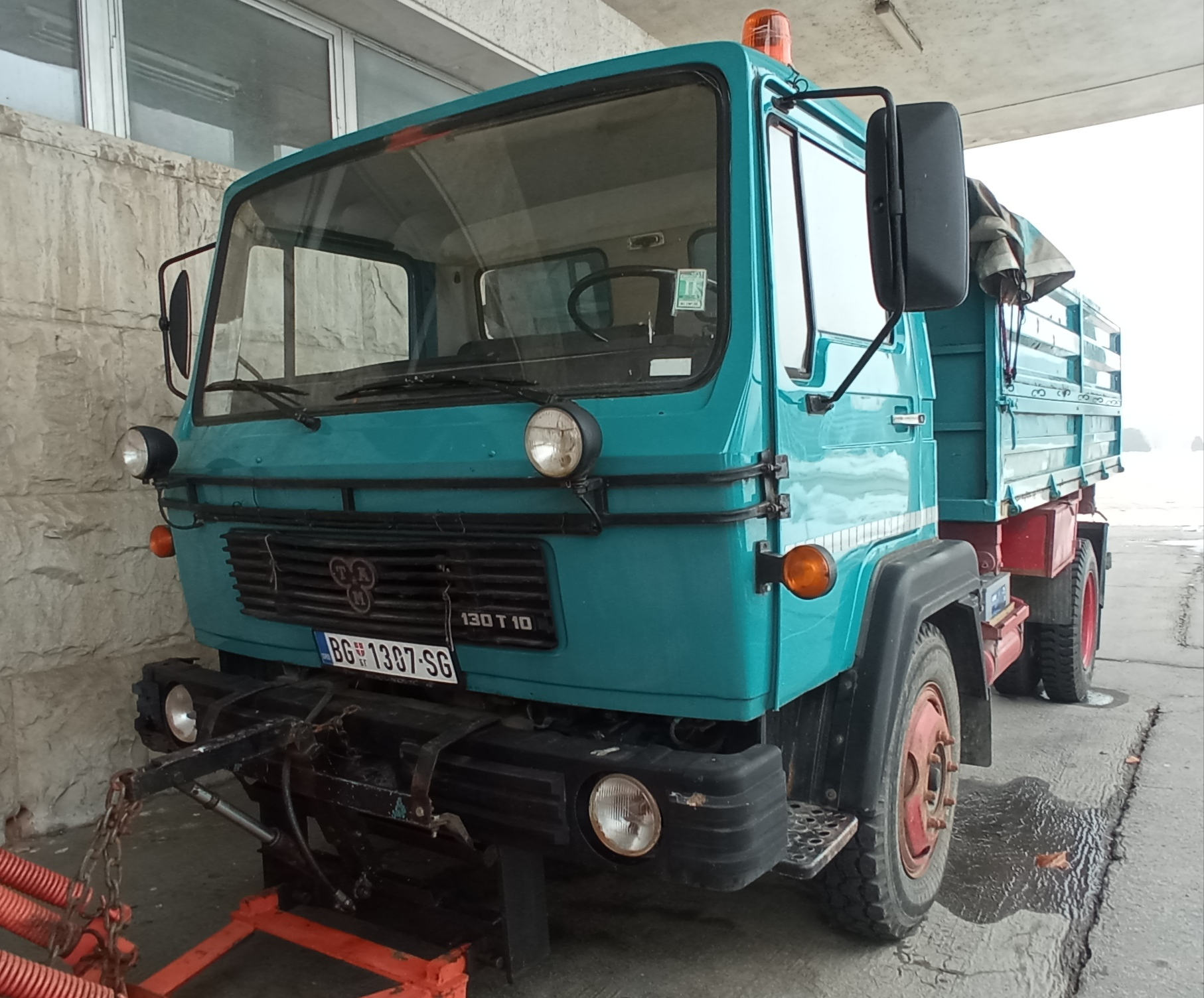
TAM 130 T 10
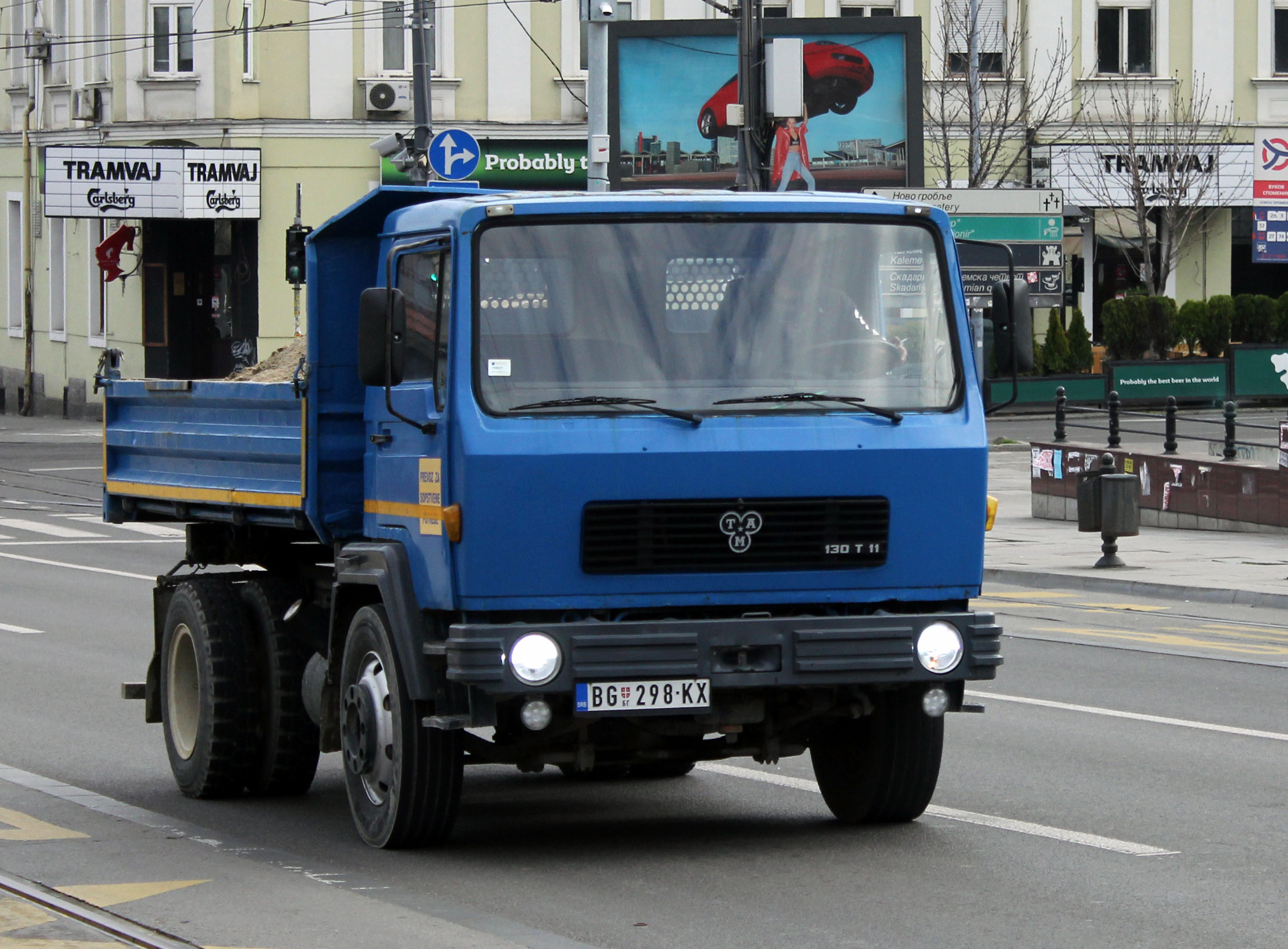
TAM 130 T 11
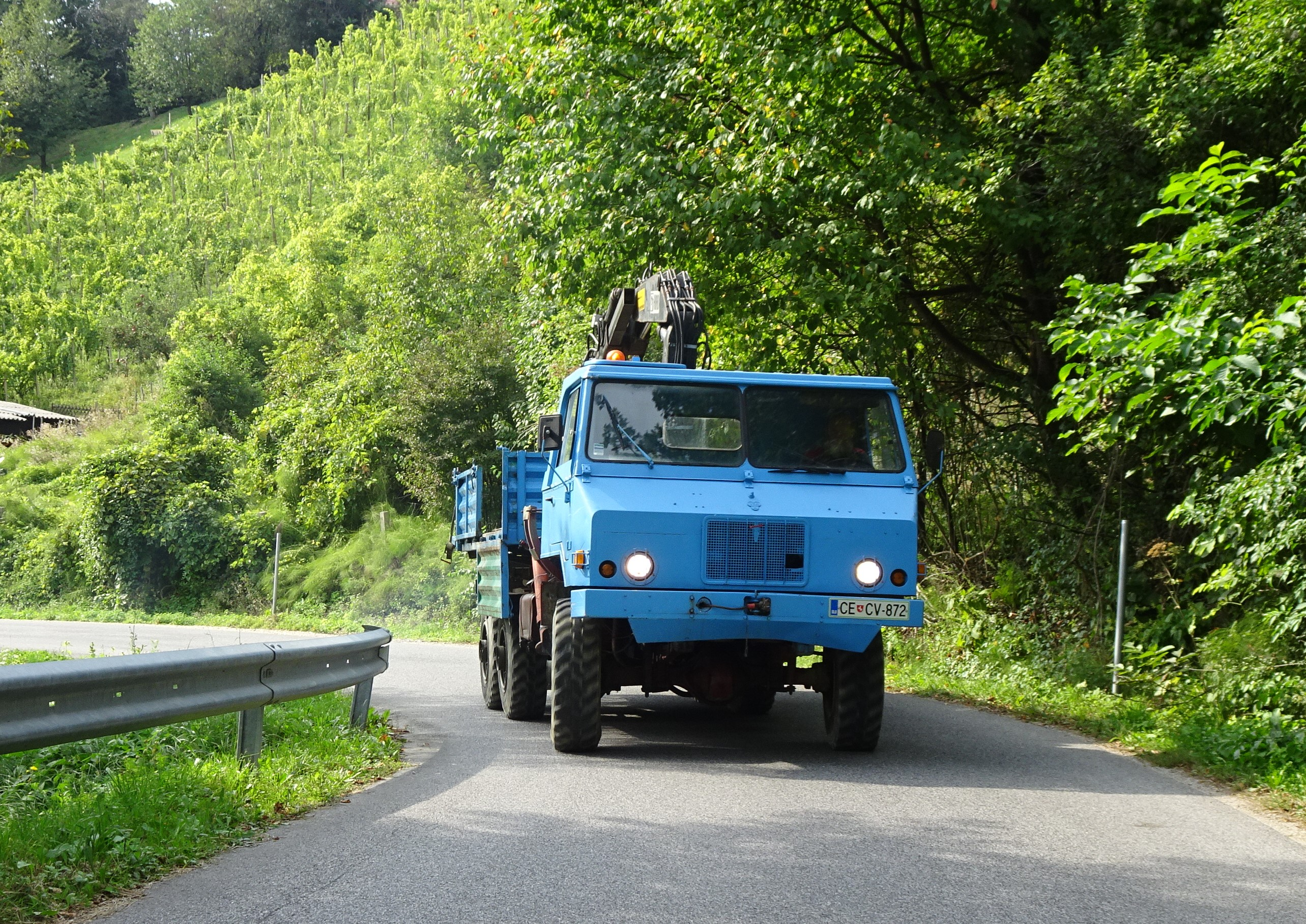
TAM 150 T 11
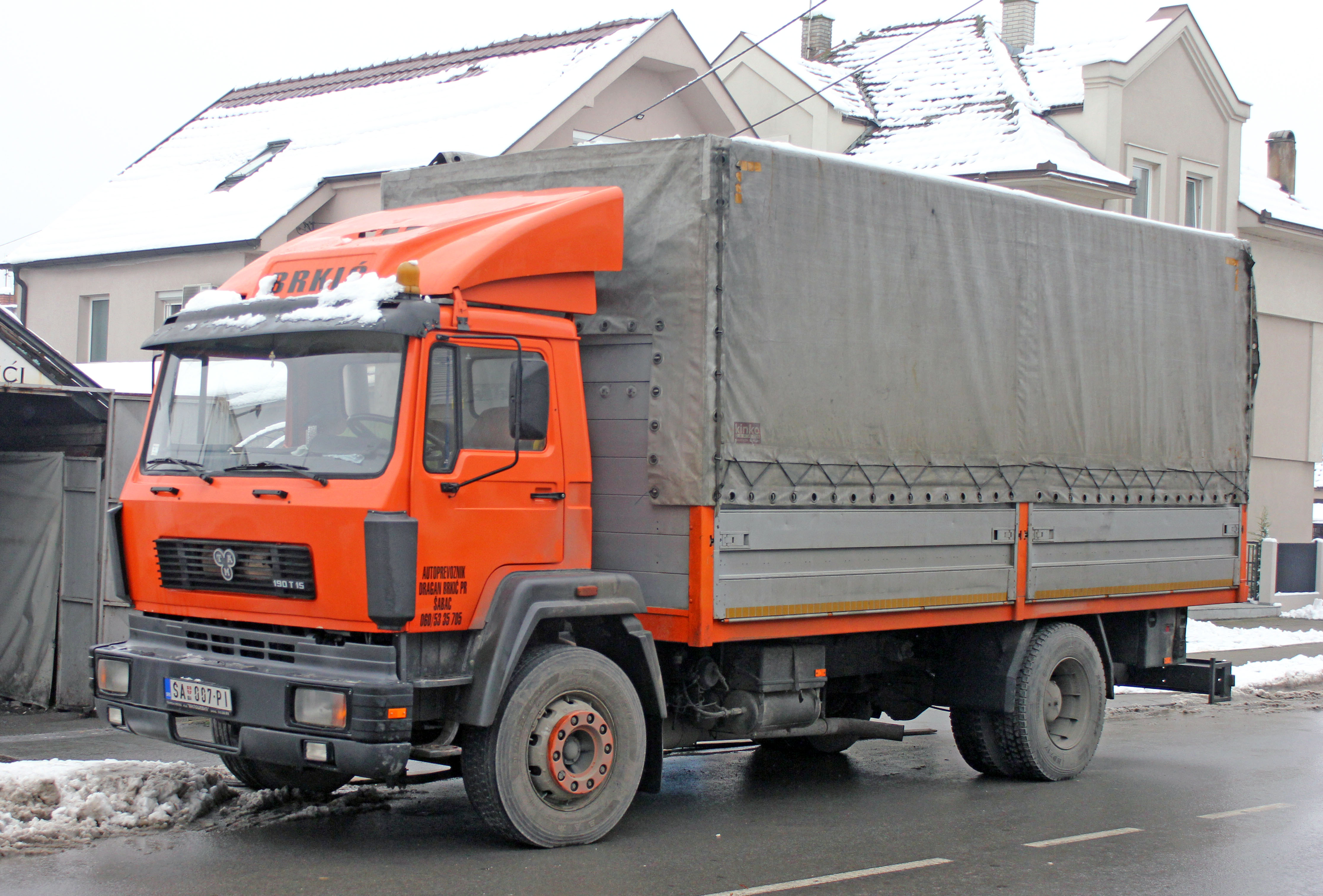
TAM 190 T 15
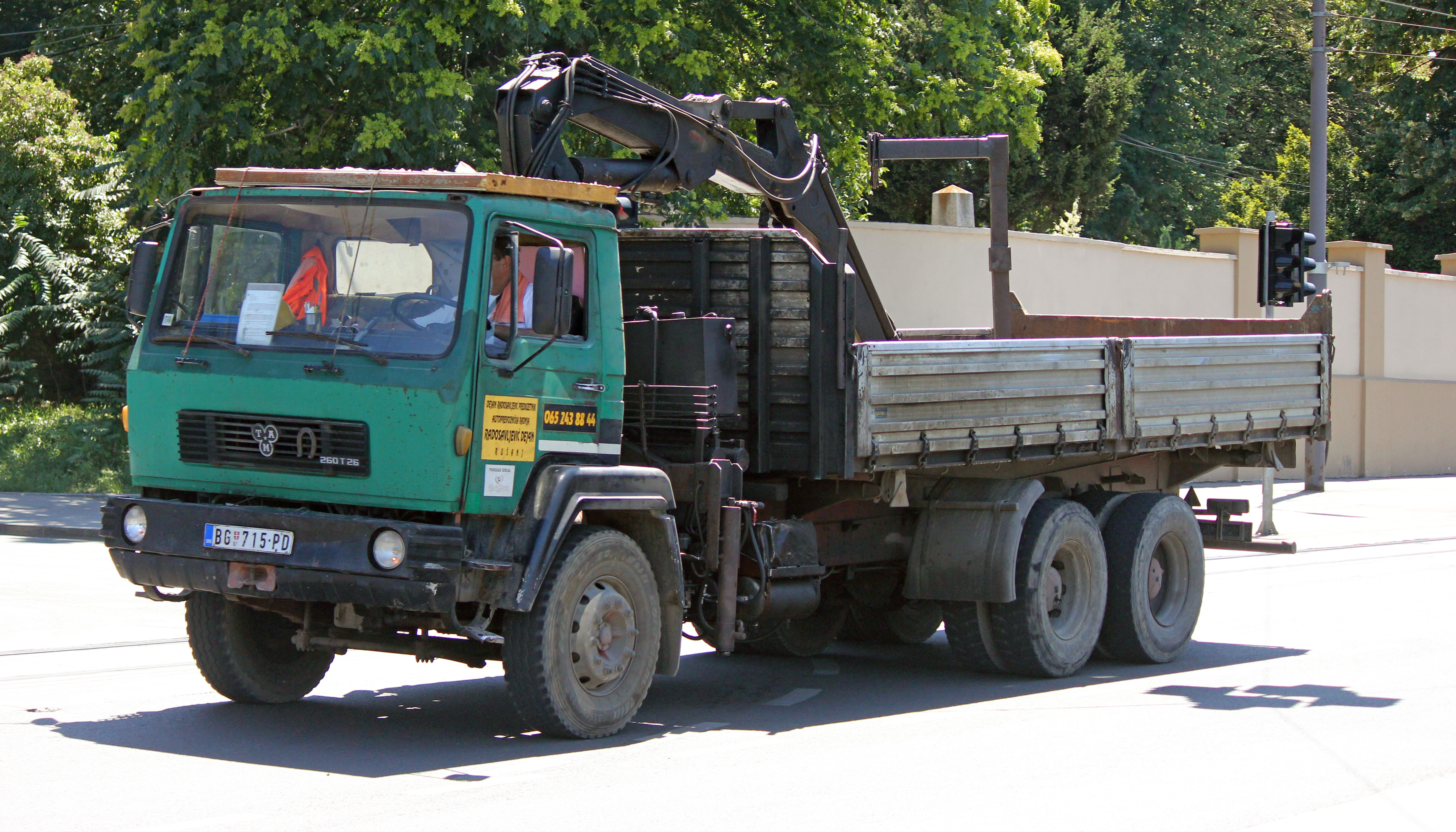
TAM 260 T 26
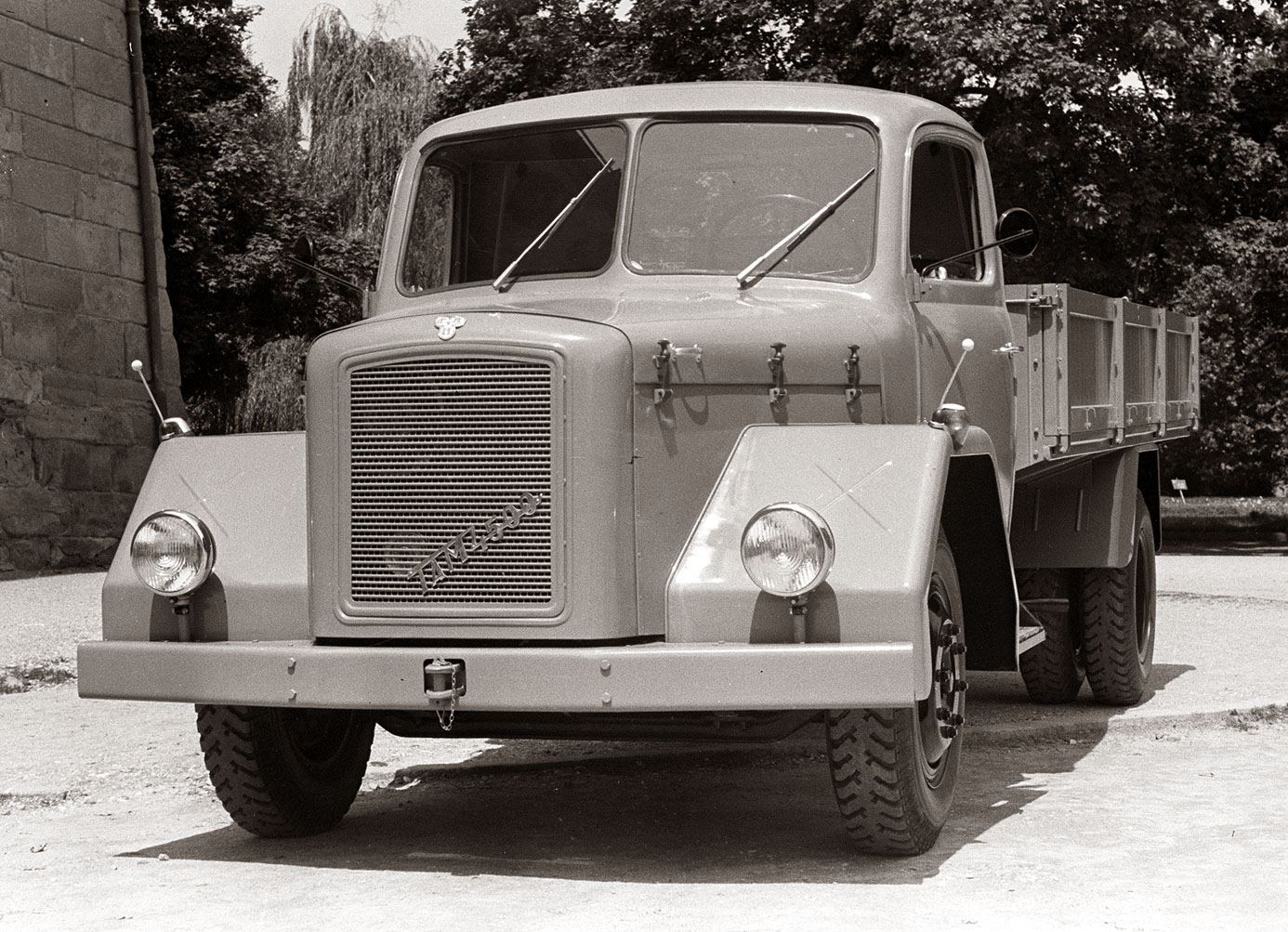
TAM 4500 (1957-79)
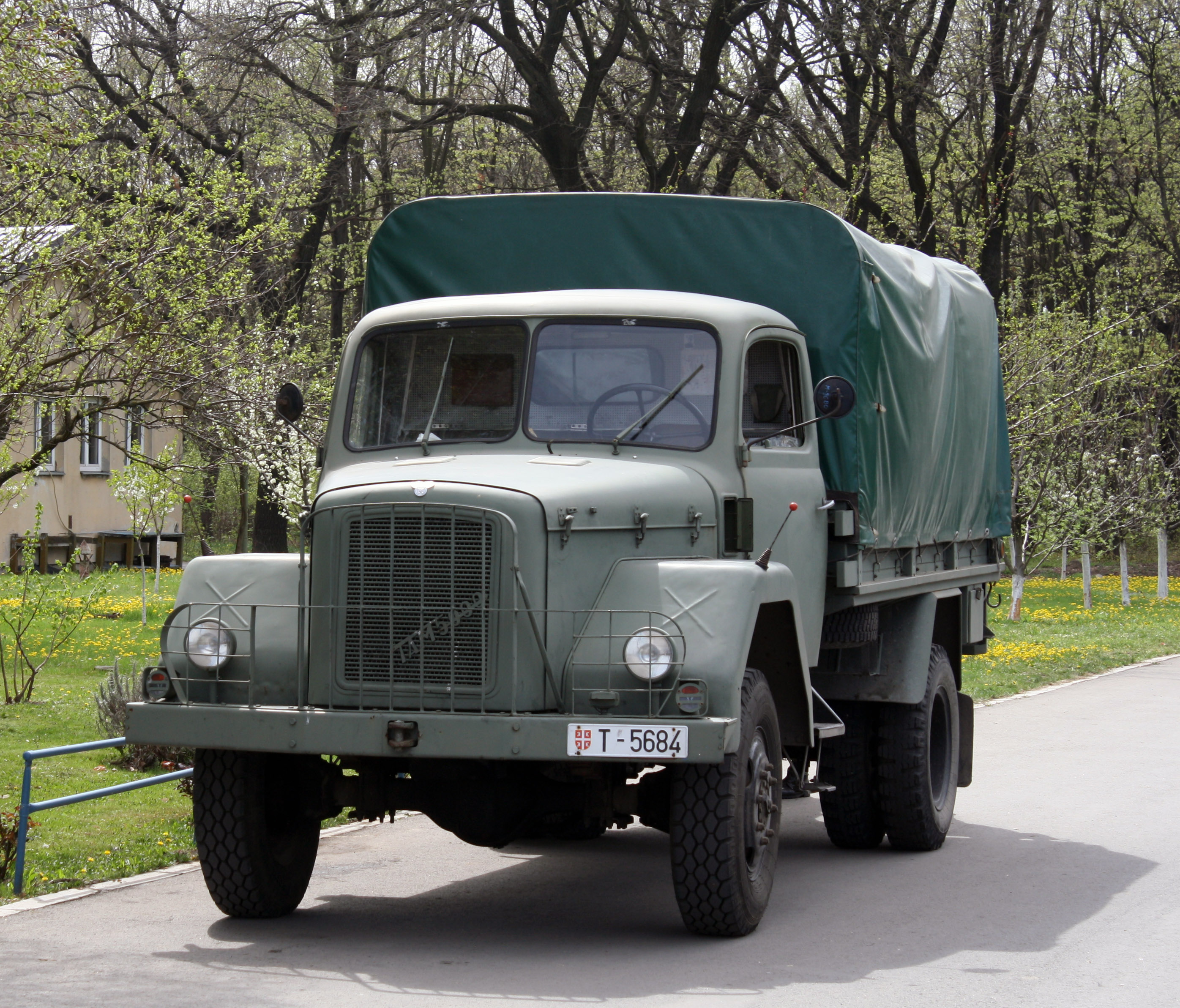
TAM 5000 (1957-79)

- autobus et autocars TAM et TAM Marbus

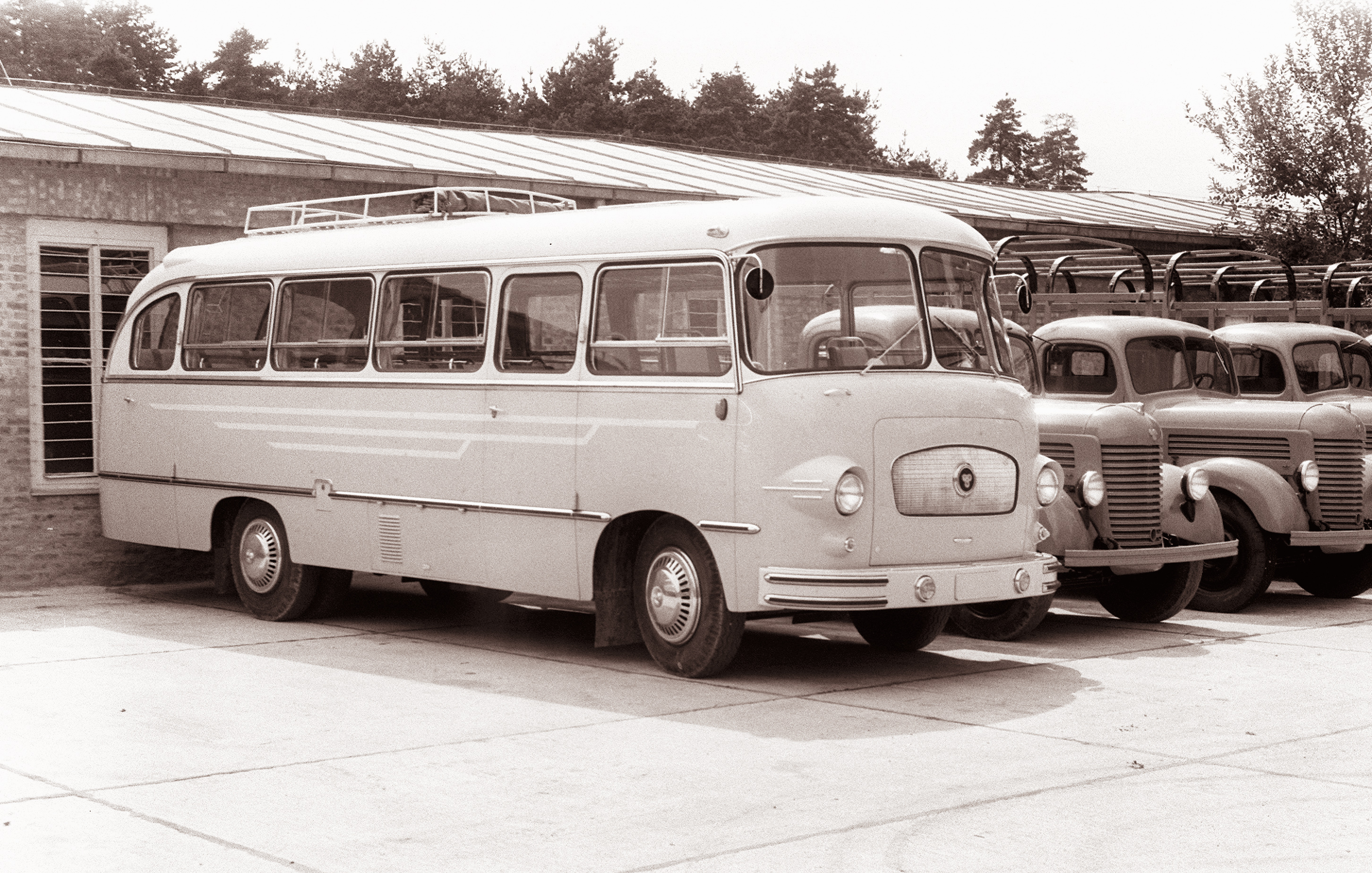
TAM A 3000 (1960)
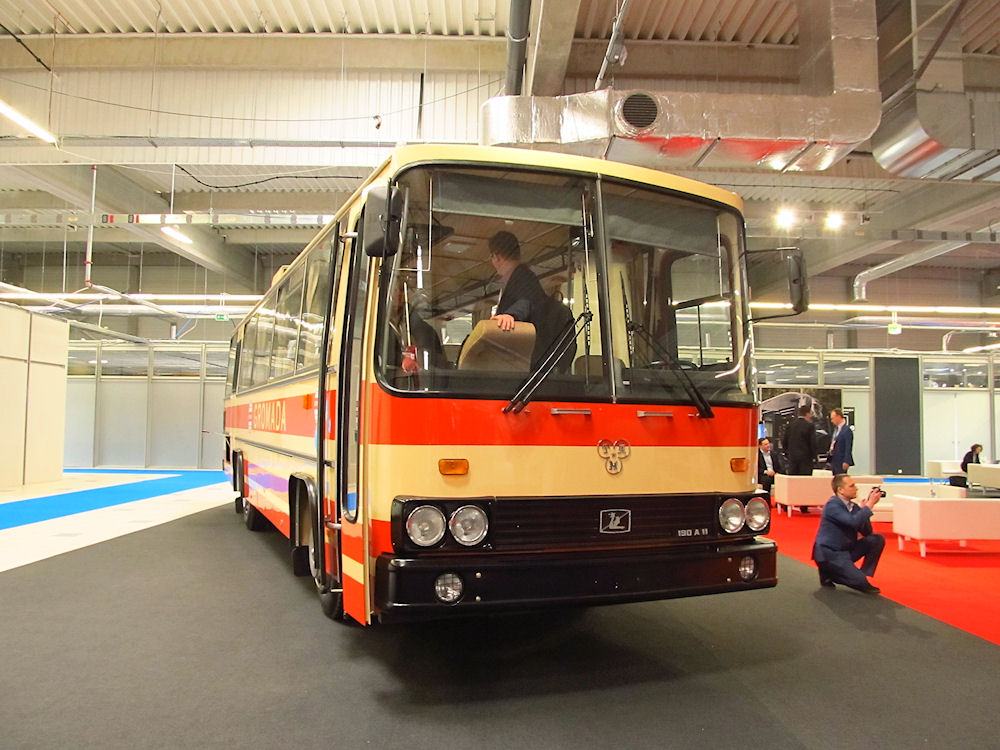
TAM 190 A 11
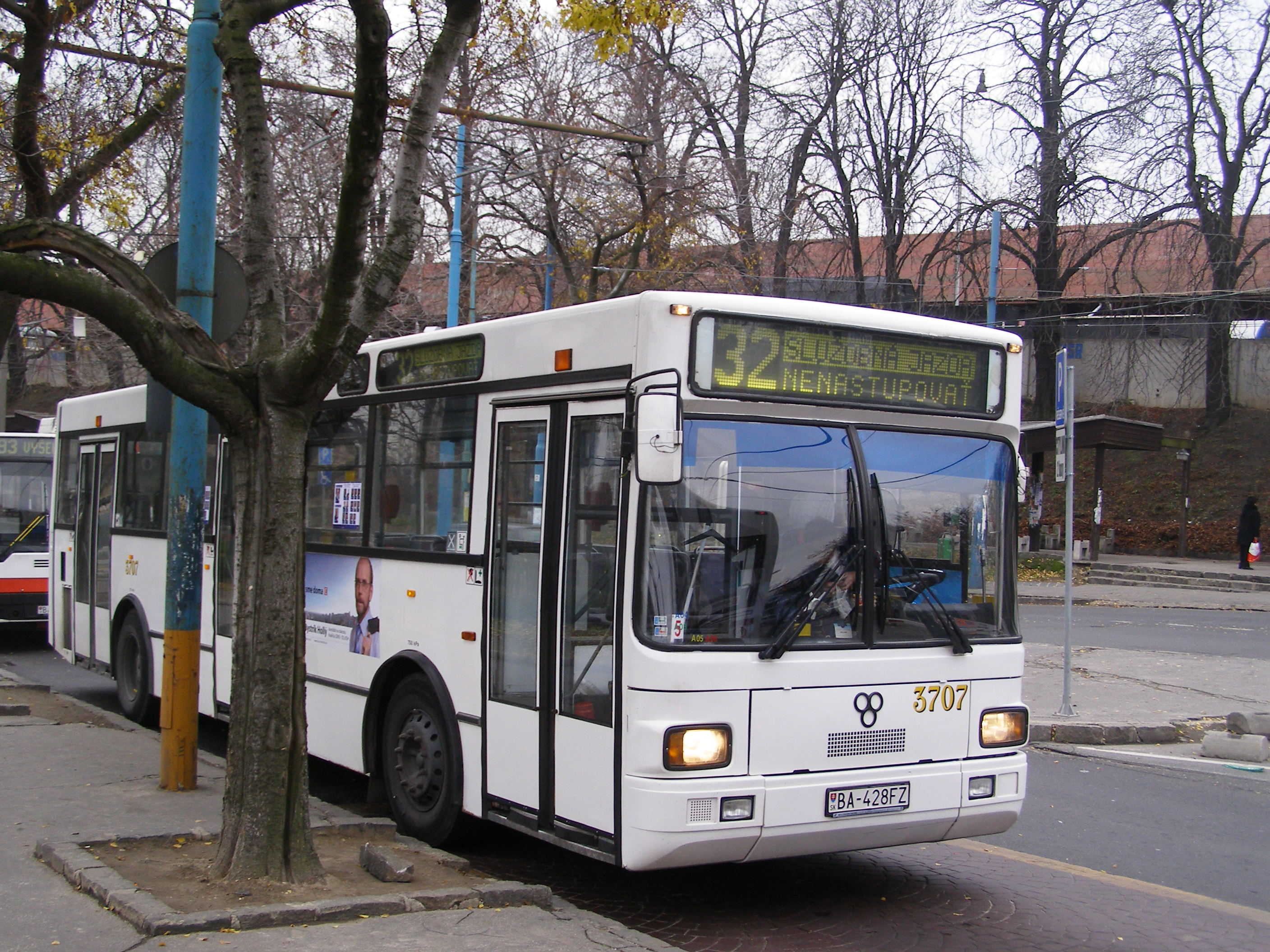
TAM 232 A 116 M
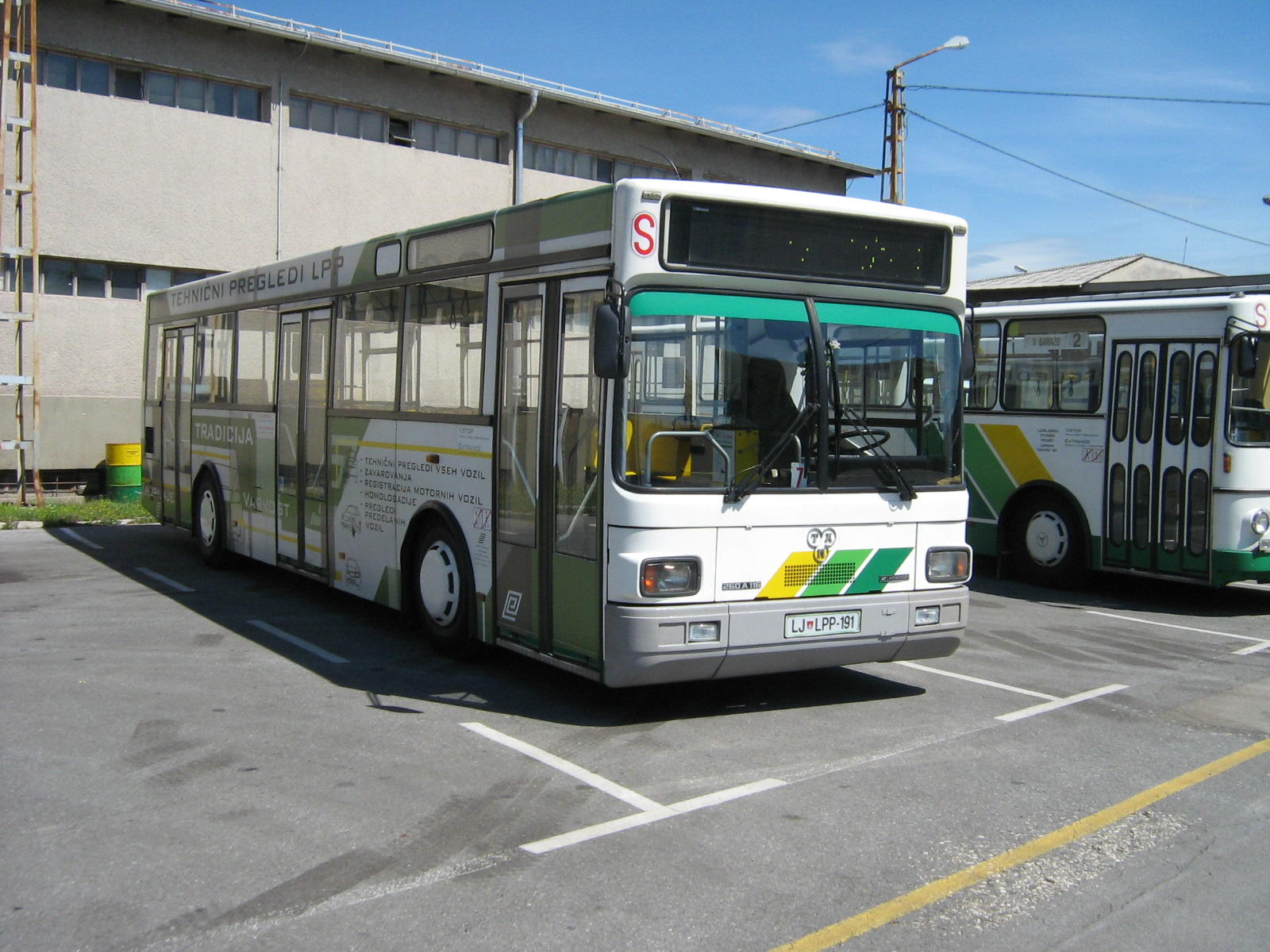
TAM 260 A 116 M
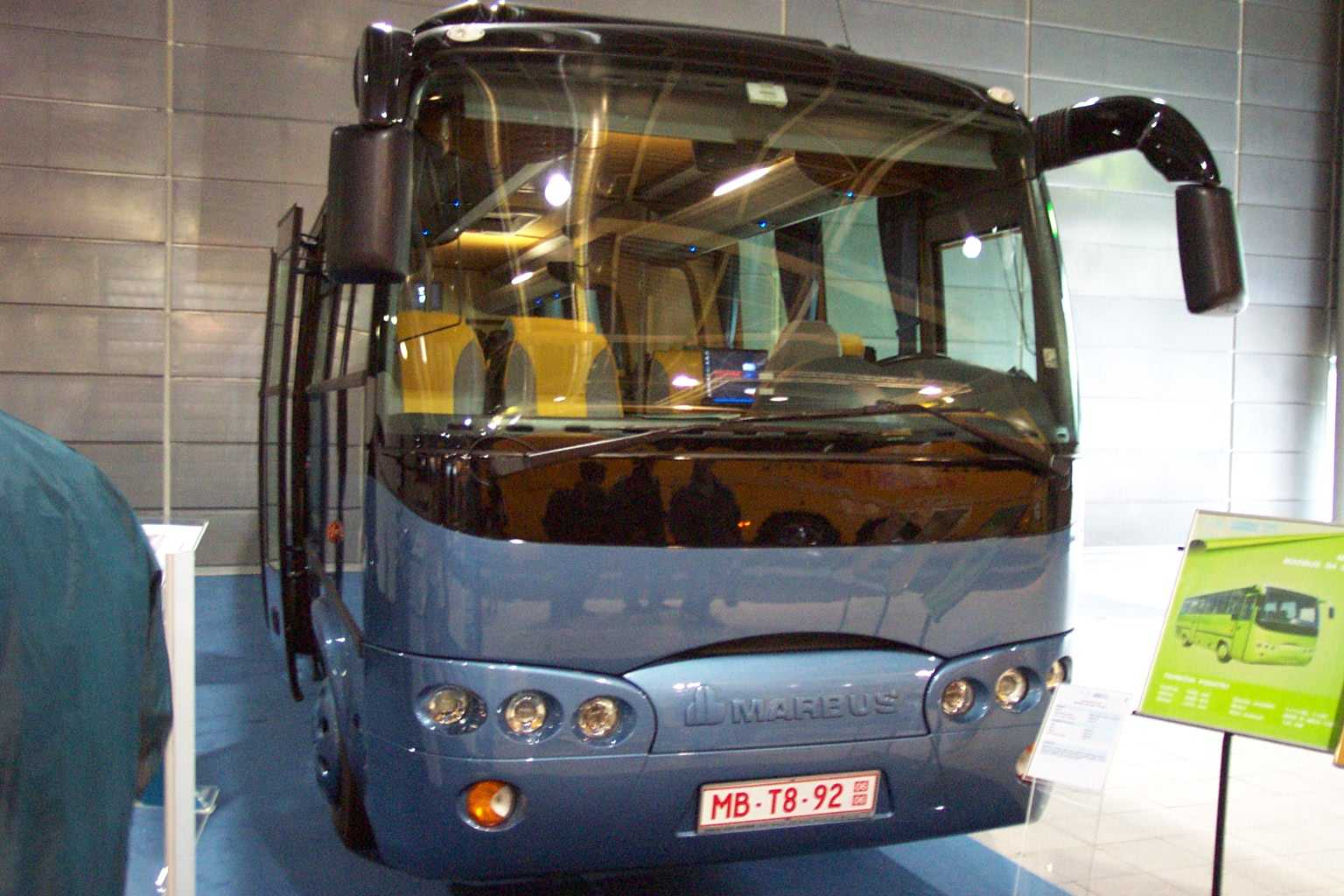
TAM Marbus Viveo
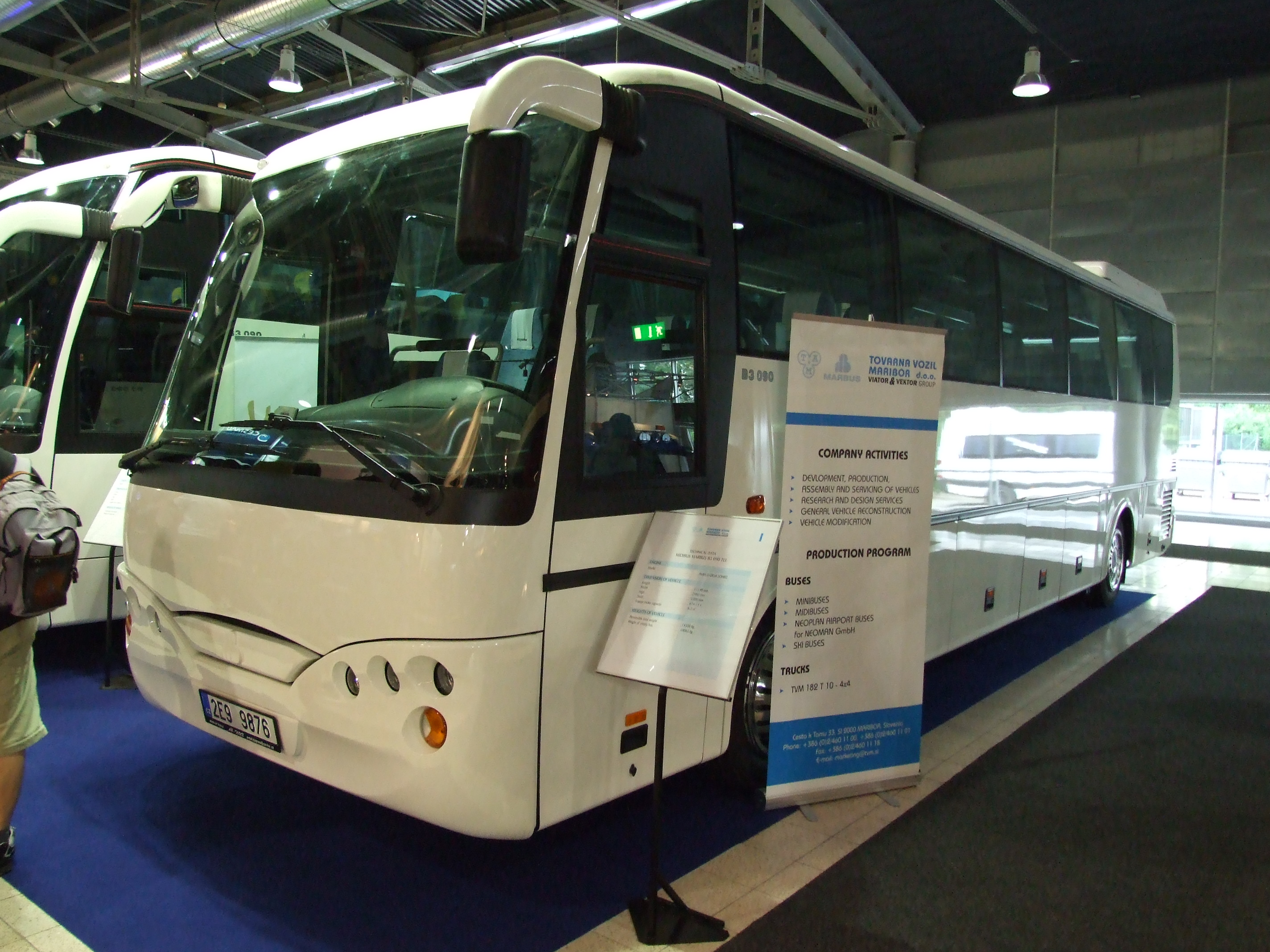
TAM Marbus midibus
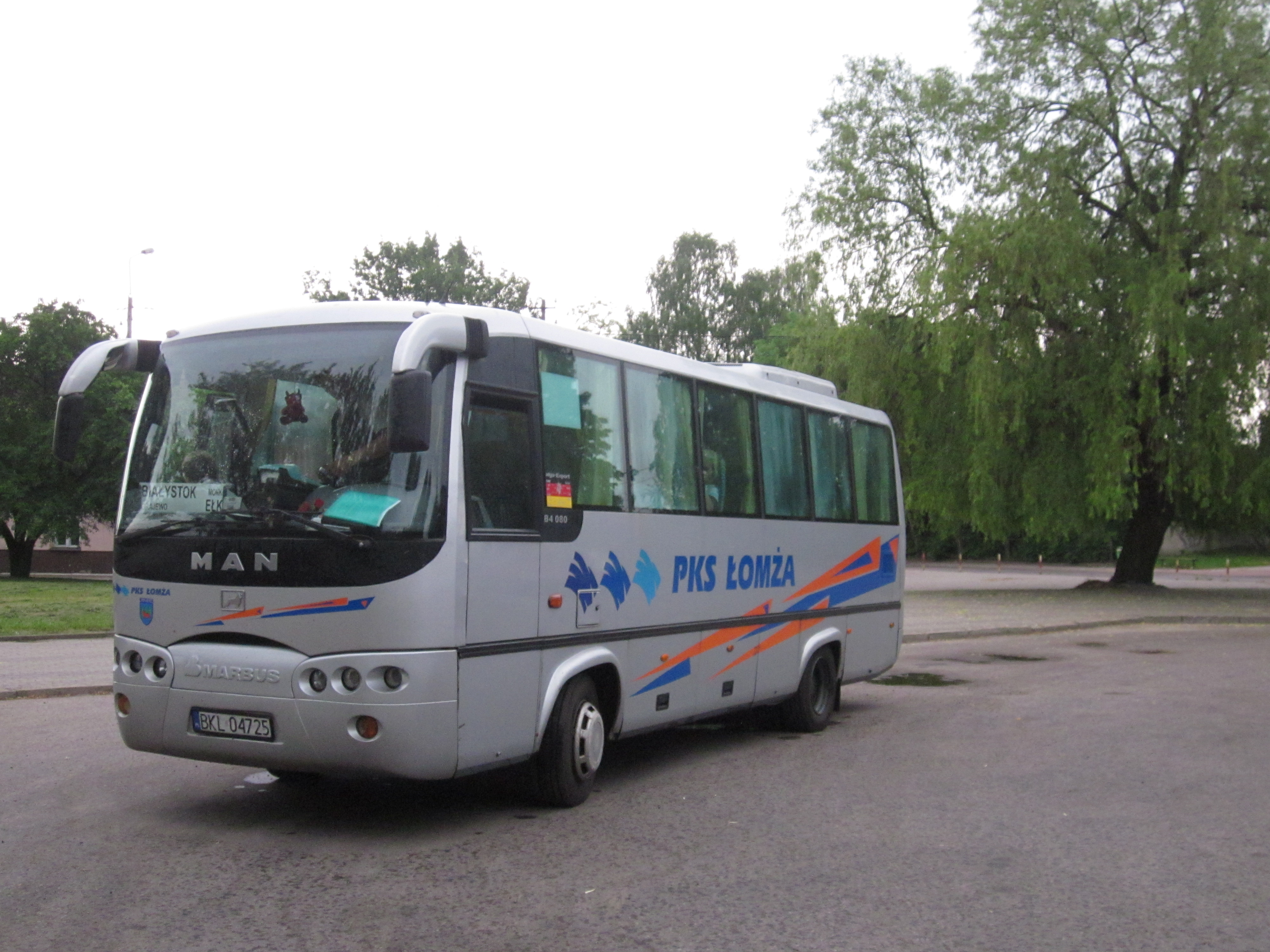
TAM Marbus Łomża

## À voir aussi
- FAP
- Zastava Kamioni